# Jardinópolis (ort)
Jardinópolis är en ort i Brasilien.   Den ligger i kommunen Jardinópolis och delstaten São Paulo, i den sydöstra delen av landet, 600 km söder om huvudstaden Brasília. Jardinópolis ligger 600 meter över havet och antalet invånare är 34 718.
Terrängen runt Jardinópolis är platt åt sydväst, men åt nordost är den kuperad. Runt Jardinópolis är det ganska glesbefolkat, med 24 invånare per kvadratkilometer.. Närmaste större samhälle är Ribeirão Preto, 18,4 km söder om Jardinópolis.
Runt Jardinópolis är det i huvudsak tätbebyggt.